# Jean-Pierre Drucker
Jean-Pierre Drucker (ur. 3 września 1986 w Sandweiler) – luksemburski kolarz szosowy.

## Najważniejsze osiągnięcia
2009
- 5. miejsce w Grote Prijs Stad Zottegem
- 9. miejsce w Arno Wallaard Memorial
- 10. miejsce w Flèche du Sud
- 10. miejsce w Münsterland Giro

2010
- 1. miejsce na 1. etapie Flèche du Sud
- 2. miejsce w Grote Prijs Stad Zottegem
- 4. miejsce w Ronde van Midden-Nederland
- 5. miejsce w Nationale Sluitingsprijs
- 7. miejsce w Arno Wallaard Memorial
- 7. miejsce w Ronde van Noord-Holland

2011
- 6. miejsce w Grote Prijs Stad Zottegem

2012
- 2. miejsce w Grote Prijs Stad Zottegem
- 3. miejsce w Schaal Sels-Merksem
- 6. miejsce w Paryż-Bruksela
- 7. miejsce w Omloop van het Houtland
- 9. miejsce w Grand Prix Pino Cerami
- 10. miejsce w Grand Prix Criquielion

2013
- 3. miejsce w mistrzostwach Luksemburga (start wspólny)
- 3. miejsce w Grand Prix d'Isbergues
- 5. miejsce w Tour de l'Eurometropole
- 5. miejsce w Ronde Van Zeeland Seaports
- 6. miejsce w Tour de Wallonie
- 7. miejsce w Omloop van het Houtland

2014
- 2. miejsce w Tour de Luxembourg
- 4. miejsce w Dwars door Vlaanderen
- 5. miejsce w Arnhem–Veenendaal Classic
- 5. miejsce w Münsterland Giro
- 5. miejsce w Paris–Bourges
- 6. miejsce w Omloop Het Nieuwsblad
- 6. miejsce w Grote Prijs Jef Scherens
- 6. miejsce w Paryż-Tours
- 8. miejsce w Grand Prix d'Isbergues
- 9. miejsce w Nokere Koerse
- 10. miejsce w Binche–Chimay–Binche

2015
- 1. miejsce w RideLondon–Surrey Classic
- 5. miejsce w GP Impanis-Van Petegem
- 6. miejsce w Kuurne-Bruksela-Kuurne
- 7. miejsce w Driedaagse van West-Vlaanderen
- 10. miejsce w Handzame Classic

2016
- 1. miejsce na 16. etapie Vuelta a España
- 10. miejsce w Paryż-Tours

2017
- 3. miejsce w Tour du Poitou-Charentes

2018
- 7. miejsce w RideLondon-Surrey Classic

2021
- 2. miejsce w mistrzostwach Luksemburga (start wspólny)

## Rankingi
| Rok             | 2009 | 2010 | 2011 | 2012 | 2013 | 2014 | 2015 | 2016 | 2017 | 2018 | 2019 | 2020 | 2021 |
| --------------- | ---- | ---- | ---- | ---- | ---- | ---- | ---- | ---- | ---- | ---- | ---- | ---- | ---- |
| UCI World Tour  |      |      |      |      |      |      | 138. | 113. | 96.  | 125. |      |      |      |
| World Ranking   |      |      |      |      |      |      |      | 159. | 57.  | 122. | 488. | 112. | 569. |
| UCI Europe Tour | 548. | 108. | 551. | 75.  | 39.  | 12.  |      | 211. | 32.  | 113. | 376. | 95.  | 456. |
| UCI Asia Tour   | -    | -    | -    | -    | -    | -    |      | 511. | 68.  | 177. |      |      |      |
|                 |      |      |      |      |      |      |      |      |      |      |      |      |      |
| Źródło: UCI     |      |      |      |      |      |      |      |      |      |      |      |      |      |